# Léon Mart
Léon Mart (18 septembre 1914 à Esch-sur-Alzette – 14 juillet 1984) est un footballeur luxembourgeois. Il était connu pour être le meilleur buteur de la sélection luxembourgeoise (16 buts) jusqu'à être dépassé par Gelson Rodrigues en 2023.

## Biographie
Joueur du CS Fola Esch, il est international luxembourgeois à 24 reprises pour 16 buts entre 1933 et 1946. Il participe aux Jeux olympiques 1936, mais le Luxembourg est éliminé dès le premier tour contre l'Allemagne.